# Běšiny Eurocamp
Běšiny Eurocamp – przystanek kolejowy w miejscowości Běšiny, w kraju pilzneńskim, w Czechach. Położony jest na wysokości 505 m n.p.m. Obecnie wyłączony z użytkowania. 
Na przystanku nie ma możliwości zakupu biletów, a obsługa podróżnych odbywa się w pociągu. Nazwa przystanku nawiązuje do położonego obok kompleksu kempingowego EuroCamp Běšiny.

## Linie kolejowe
- 185 Horažďovice předměstí - Domažlice